# Ruta Estatal de California 20
La Ruta Estatal de California 20, y abreviada SR 20 (en inglés: California State Route 20) es una carretera estatal estadounidense ubicada en el estado de California. La carretera inicia en el Oeste desde la SR 1     en Fort Bragg hacia el Este en la I 80     en Emigrant Gap. La carretera tiene una longitud de 341 km (211.882 mi).

## Mantenimiento
Al igual que las autopistas interestatales, y las rutas federales y el resto de carreteras estatales, la Ruta Estatal de California 20 es administrada y mantenida por el Departamento de Transporte de California por sus siglas en inglés Caltrans.

## Cruces
La Ruta Estatal de California 20 es atravesada principalmente por la  US 101  en Willits
 I 5  en Williams
 SR 99  en Yuba City
 SR 49  en Nevada City.
| Condado | Localidad                                  | Miliario                                  | Exit                                                    | Destinos | Notas                                                                                       |
| --- | ------------------------------------------ | ----------------------------------------- | ------------------------------------------------------- | --- | ------------------------------------------------------------------------------------------- |
| Mendocino MEN R0.00-44.11                                                                                                 | Fort Bragg                                 | R0.00                                     |                                                         | SR 1 – Fort Bragg, Casper                                                                                      |                                                                                             |
| Mendocino MEN R0.00-44.11                                                                                                 | Willits                                    | R33.16 46.36                              |                                                         | US 101 norte (sur Main Street) / sur Street – Eureka                                                           | Extremo oeste de la US 101                                                                  |
| Mendocino MEN R0.00-44.11                                                                                                 | Extremo oeste de la autopista en la US 101 |                                           |                                                         | |                                                                                             |
| Mendocino MEN R0.00-44.11                                                                                                 |                                            | R32.63                                    | 557                                                     | West Road – Redwood Valley                                                                                     |                                                                                             |
| Mendocino MEN R0.00-44.11                                                                                                 | Calpella                                   | Extremo este de la autopista en la US 101 | Extremo este de la autopista en la US 101               | Extremo este de la autopista en la US 101                                                                      | Extremo este de la autopista en la US 101                                                   |
| Mendocino MEN R0.00-44.11                                                                                                 | Calpella                                   | 30.83 33.22                               |                                                         | US 101 sur – Ukiah                                                                                             | Interchange; Extremo este de la US 101                                                      |
| Mendocino MEN R0.00-44.11                                                                                                 |                                            | 33.77                                     |                                                         | vía 144 – Redwood Valley (Redwood Valley Rancheria)                                                            | Interchange                                                                                 |
| Mendocino MEN R0.00-44.11                                                                                                 |                                            | R38.05                                    |                                                         | Potter Valley Road – Lake Pillsbury                                                                            |                                                                                             |
| Lake LAK 0.00-46.48 |                                            | 3.63                                      |                                                         | Scotts Valley Road                                                                                             |                                                                                             |
| Lake LAK 0.00-46.48 |                                            | 8.32                                      |                                                         | SR 29 – West Shore Resorts, Lakeport, Kelseyville                                                              |                                                                                             |
| Lake LAK 0.00-46.48 | Upper Lake                                 | 8.79                                      |                                                         | Main Street – Upper Lake Business District, Ranger Station, Lake Pillsbury                                     |                                                                                             |
| Lake LAK 0.00-46.48 |                                            | 12.20                                     |                                                         | Lakeport Cutoff, Pyle Road                                                                                     |                                                                                             |
| Lake LAK 0.00-46.48 |                                            |                                           | Bartlett Springs Road – Bartlett Springs, Hough Springs | |                                                                                             |
| Lake LAK 0.00-46.48 |                                            |                                           | Sulphur Bank Drive – Elem Indian Colony                 | |                                                                                             |
| Lake LAK 0.00-46.48 |                                            | 31.62                                     |                                                         | SR 53 – Clearlake, Lower Lake, Middletown                                                                      |                                                                                             |
| Colusa COL 0.00-R39.34 | Wilbur Springs                             | 3.45                                      |                                                         | SR 16 – Rumsey, Brooks, Woodland                                                                               |                                                                                             |
| Colusa COL 0.00-R39.34 |                                            |                                           | Leesville Road, Walnut Drive                            | |                                                                                             |
| Colusa COL 0.00-R39.34 | Williams                                   | T20.56                                    |                                                         | · SR-Bus 20 este (E Street)                                                                                    |                                                                                             |
| Colusa COL 0.00-R39.34 | Williams                                   | R21.85                                    |                                                         | Old Highway 99W, 7th Street (I-5 Bus.) – Williams                                                              | Interchange; antigua US 99W                                                                 |
| Colusa COL 0.00-R39.34 | Williams                                   | R22.12                                    |                                                         | I 5 – Redding, Sacramento                                                                                      | Interchange                                                                                 |
| Colusa COL 0.00-R39.34 | Williams                                   | T23.19                                    |                                                         | · SR-Bus 20 oeste (Husted Road) / Freshwater Road                                                              |                                                                                             |
| Colusa COL 0.00-R39.34 | Colusa                                     | 31.09                                     |                                                         | SR 45 norte (Market Street) / 10th Street – Princeton                                                          | Extremo oeste de la SR 45                                                                   |
| Colusa COL 0.00-R39.34 |                                            | 36.79                                     |                                                         | SR 45 sur – Grimes                                                                                             | Extremo este de la SR 45                                                                    |
| Sutter SUT R0.00-17.06 | Yuba City                                  |                                           |                                                         | Stabler Lane, Walton Avenue                                                                                    |                                                                                             |
| Sutter SUT R0.00-17.06 | Yuba City                                  | 15.57                                     |                                                         | SR 99 – Chico, Sacramento                                                                                      |                                                                                             |
| Sutter SUT R0.00-17.06 | Yuba City                                  | 16.33                                     |                                                         | Live Oak Boulevard, Olive Street                                                                               | Live Oak Boulevard fue la antigua US 99E                                                    |
| Sutter SUT R0.00-17.06 | Yuba City                                  | 16.84                                     |                                                         | Sutter Street                                                                                                  | Interchange                                                                                 |
| Sutter SUT R0.00-17.06 | Yuba City                                  | 10th Street Bridge sobre el Río Feather   |                                                         | |                                                                                             |
| Yuba YUB 0.00-21.67 | Marysville                                 |                                           |                                                         | |                                                                                             |
| Yuba YUB 0.00-21.67 | Marysville                                 |                                           |                                                         | I Street, J Street                                                                                             | Interchange; sin acceso a través de la SR 20; J Street accesible solamente en sentido oeste |
| Yuba YUB 0.00-21.67 | Marysville                                 | 0.99                                      |                                                         | SR 70 sur (E Street) / 9th Street – Sacramento                                                                 | Extremo oeste de la SR 70                                                                   |
| Yuba YUB 0.00-21.67 | Marysville                                 | 1.47                                      |                                                         | SR 70 norte (B Street) – Oroville                                                                              | Extremo este de la SR 70                                                                    |
| Yuba YUB 0.00-21.67 |                                            | R7.89                                     |                                                         | Loma Rica Road                                                                                                 |                                                                                             |
| Yuba YUB 0.00-21.67 |                                            | 13.27                                     |                                                         | CR E21 (Marysville Road) – Browns Valley, Dobbins, La Porte, Collins Lake, Bullards Bar Reservoir, Brownsville |                                                                                             |
| Nevada NEV 0.00-45.66 |                                            | R4.65                                     |                                                         | Pleasant Valley Road – Lake Wildwood, Bridgeport, French Corral                                                |                                                                                             |
| Nevada NEV 0.00-45.66 |                                            | R6.60                                     |                                                         | Rough and Ready Highway – Rough and Ready, Penn Valley                                                         |                                                                                             |
| Nevada NEV 0.00-45.66 | Grass Valley                               | R12.16                                    |                                                         | McCourtney Road, Mill Street                                                                                   | Interchange                                                                                 |
| Nevada NEV 0.00-45.66 | Grass Valley                               | R12.24                                    |                                                         | SR 49 sur / Empire Street – Auburn                                                                             | Interchange; Extremo oeste de la SR 49                                                      |
| Nevada NEV 0.00-45.66 | Grass Valley                               | Extremo oeste de la autopista             |                                                         | |                                                                                             |
| Nevada NEV 0.00-45.66 | Grass Valley                               | R12.92                                    | 182A                                                    | SR 174 – Colfax, Grass Valley                                                                                  |                                                                                             |
| Nevada NEV 0.00-45.66 | Grass Valley                               | R13.61                                    | 182B                                                    | Idaho Maryland Road, East Main Street – Grass Valley                                                           |                                                                                             |
| Nevada NEV 0.00-45.66 |                                            | R14.80                                    | 183                                                     | Brunswick Road                                                                                                 |                                                                                             |
| Nevada NEV 0.00-45.66 |                                            | R15.92                                    | 185A                                                    | Gold Flat Road, Ridge Road                                                                                     | Señalizada como salida 185                                                                  |
| Nevada NEV 0.00-45.66 | Nevada City                                | R16.74                                    | 185B                                                    | Sacramento Street – Nevada City                                                                                | Salida Este y entrada Oeste                                                                 |
| Nevada NEV 0.00-45.66 | Nevada City                                | R16.99- R17.24                            | 186                                                     | Broad Street, Coyote Street – Nevada City                                                                      |                                                                                             |
| Nevada NEV 0.00-45.66 | Nevada City                                | Extremo este de la autopista              |                                                         | |                                                                                             |
| Nevada NEV 0.00-45.66 | Nevada City                                | R17.40                                    |                                                         | SR 49 norte / Uren Street – Downieville                                                                        | Extremo este de la SR 49                                                                    |
| Nevada NEV 0.00-45.66 |                                            | 45.66                                     |                                                         | I 80 – Auburn, Sacramento, Truckee, Reno                                                                       | Interchange                                                                                 |
| 1.000 mi = 1.609 km; 1.000 km = 0.621 mi Cerrada/Antigua • Terminal concurrente • Acceso incompleto • Propuesta/Sin abrir |                                            |                                           |                                                         | |                                                                                             |

1. 1 2 3  Indica que el miliario representa la distancia a lo largo de la US 101 y no la de la SR 20.